# Referendum o arbitražnem sporazumu
Referendum o arbitražnem sporazumu je bil naknadni zakonodajni referendum o arbitražnem sporazumu med Slovenijo in Hrvaško, ki ga je Državni zbor Republike Slovenije ratificiral v aprilu 2010; potekal je 6. junija 2010.
Pobudo za referendum je podalo 86 poslancev državnega zbora. Referendumsko vprašanje se je glasilo: »Ali ste za to, da se uveljavi zakon o ratifikaciji arbitražnega sporazuma med Vlado Republike Slovenije in Vlado Republike Hrvaške, ki ga je sprejel državni zbor na seji dne 19. aprila 2010?«
Stroški referenduma so bili 4.300.000 evrov.

## Udeležba
Udeležba je bila za referendum dokaj visoka, saj je znašala 42,66%